# Sarcophaga comta
Sarcophaga comta är en tvåvingeart som först beskrevs av Christian Rudolph Wilhelm Wiedemann 1830.  Sarcophaga comta ingår i släktet Sarcophaga och familjen köttflugor. Inga underarter finns listade i Catalogue of Life.